# Feliks Czech
Feliks Czech (ur. w 1894 w Krakowie, zm. 19 lutego 1916 w Chełmie) – podporucznik Legionów Polskich, działacz niepodległościowy, kawaler Orderu Virtuti Militari.

## Życiorys
Urodził się w 1894 w Krakowie, w rodzinie Zofii.
Ukończył c. k. I Wyższą Szkołę Realną w Krakowie i od 1911 studiował na Wydziale Inżynierii Szkoły Politechnicznej we Lwowie. W 1912 został członkiem Polskich Drużyn Strzeleckich, wprowadzony przez Józefa Olszynę-Wilczyńskiego, przyszłego gen. WP. Służył w 1. kompanii akademickiej w tym mieście. Następnie pełnił funkcję instruktora Komendy II Okręgu PDS w Krakowie na terenie Pcimia i Lubnia w powiecie myślenickim. 10 stycznia 1914 został mianowany podoficerem–kadetem.
8 sierpnia 1914 zgłosił się do oddziałów strzeleckich. 9 października Józef Piłsudski mianował go podporucznikiem piechoty. W połowie października objął komendę nad IV plutonem 2. kompanii V batalionu. W grudniu 1914 został „ranny w krzyże” w bitwie pod Łowczówkiem, leczył się w Szpitalu Cesarzowej Zofii w Wiedniu. Po powrocie do szeregów objął pluton w 4. kompanii V baonu 5 pułku piechoty. 2 lipca 1915 został mianowany chorążym z odznakami XII rangi. Walczył w kampanii lubelskiej i wołyńskiej.
Zmarł 19 lutego 1916 w Szpitalu Rezerwowym nr 11 w Chełmie i został pochowany na tamtejszym cmentarzu wojskowym.

## Ordery i odznaczenia
- Krzyż Srebrny Orderu Wojskowego Virtuti Militari nr 6464 – 17 maja 1922[6][7]
- Krzyż Niepodległości – 19 grudnia 1930 „za pracę w dziele odzyskania niepodległości”[8]